# Thiago Andrade
Thiago Eduardo de Andrade, noto semplicemente come Thiago Andrade (Araras, 31 ottobre 2000), è un calciatore brasiliano, attaccante del Cerezo Osaka.

## Caratteristiche tecniche
È un'ala sinistra.

## Carriera
Cresciuto nel settore giovanile di XV de Jaú e Fluminense, nel 2019 gioca per sei mesi al Portimonense nella formazione U23. Successivamente fa ritorno in patria al Bahia dove esordisce fra i professionisti il 6 gennaio 2021 giocando l'incontro di Série A perso 2-1 contro il Grêmio. Due settimane più tardi decide con una sua rete la sfida vinta 1-0 contro l'Athl. Paranaense.

## Statistiche
Statistiche aggiornate al 14 dicembre 2021.

### Presenze e reti nei club
| Stagione        | Squadra         | Campionato      | Campionato | Campionato | Coppe nazionali | Coppe nazionali | Coppe nazionali | Coppe continentali | Coppe continentali | Coppe continentali | Altre coppe | Altre coppe | Altre coppe | Totale | Totale | Totale |
| Stagione        | Squadra         | Comp            | Pres       | Reti       | Comp            | Pres            | Reti            | Comp               | Pres               | Reti               | Comp        | Pres        | Reti        | Pres   | Reti   |        |
| --------------- | --------------- | --------------- | ---------- | ---------- | --------------- | --------------- | --------------- | ------------------ | ------------------ | ------------------ | ----------- | ----------- | ----------- | ------ | ------ | ------ |
| 2020            | Bahia           | PD/BA+A         | 1+9        | 1          | CB              | 2               | 0               | -                  | -                  | -                  | -           | -           | -           | 11     | 1      |        |
| 2021            | New York City   | MLS             | 21+1       | 4          | -               | -               | -               | -                  | -                  | -                  | -           | -           | -           | 22     | 4      |        |
| Totale carriera | Totale carriera | Totale carriera | 32         | 5          |                 | 2               | 0               |                    | 0                  | 0                  |             | -           | -           | 33     | 5      |        |

## Palmarès

### Competizioni nazionali
- Campionato MLS: 1

New York City: 2021

### Altre competizioni
- Campeones Cup: 1

New York City: 2022